# Sara Lee
Sara Lee Corporation war ein US-amerikanischer Konsumgüterhersteller mit Sitz in Downers Grove, Illinois.

## Geschichte
Das Unternehmen wurde 1939 als Consolidated Foods gegründet und firmierte bis 1985 unter diesem Namen. Im Jahr 2005 hatte es 137.000 Mitarbeiter in 40 Ländern und erzielte einen Umsatz von 19,3 Mrd. US-$. 
Ab 2006 wurde der Konzern radikal umgebaut. Es wurde unter anderem die Trennung von der Textilsparte (Playtex, Wonderbra) vollzogen, die als Hanesbrands abgespalten wurde. Das Geschäft basierte danach auf fünf Säulen:
- Getränke (z. B. Douwe Egberts)
- Nahrungsmittel (Natreen)
- Fleischprodukte (Hillshire Farm, nur Nordamerika)
- Schuhpflege (Kiwi), wurde 2011 an S. C. Johnson & Son verkauft.
- Haushalt & Körperpflege (Ambi Pur, Dusch das, Fissan Kids, Jōvan, Pitralon) diese Sparte wurde zum Großteil an Unilever verkauft. Die Marke Ambi Pur wurde 2010 an Procter & Gamble veräußert.

Im Jahr 2006 verkaufte Sara Lee sein europäisches Fleischgeschäft Sara Lee Foods Europe an den US-amerikanischen Fleischkonzern Smithfield Foods.
Im September 2009 wurde bekannt, dass der britisch-niederländische Unilever-Konzern ein verbindliches Angebot in Höhe von 1,275 Mrd. Euro für die Körperpflege-Sparte abgegeben hat. Der Verkauf erfolgte 2010.
2010 beschäftigte der Konzern rund 41.000 Mitarbeiter, nach der Trennung von der Haushalts- und Körperpflegesparte nur noch 21.000.
Am 4. Juli 2012 wurde Sara Lee in zwei selbständige Unternehmen aufgespalten. Der Rechtsnachfolger Hillshire Brands war für die nordamerikanischen Fleischaktivitäten zuständig und wurde 2014 von Tyson Foods übernommen. Das weltweite Getränkegeschäft sowie das Geschäft mit Natreen-Süßstoff wurde an D.E Master Blenders 1753 mit Sitz in Amsterdam übertragen, die seit dem 1. Juli 2015 als Jacobs Douwe Egberts firmiert.
Das Unternehmen war an der NYSE registriert und gehörte bis zu seiner Auflösung dem S&P 500 an.

## Sara Lee in Deutschland
Die Sara Lee Deutschland GmbH war die deutsche Tochtergesellschaft der Sara Lee Corporation und hatte ihre Hauptverwaltung in Mainz (Lage) (ca. 200 Mitarbeiter). Weitere Standorte befanden sich in Köln (ca. 200 Mitarbeiter) und in Mosbach (ca. 100 Mitarbeiter).